# Райнах (Аргау)
Ра́йнах (нем. Reinach AG) — коммуна в Швейцарии, в кантоне Аргау.
Входит в состав округа Кульм.  Население — 7724 человека (на 31 декабря 2007 года). Официальный код  —  4141.

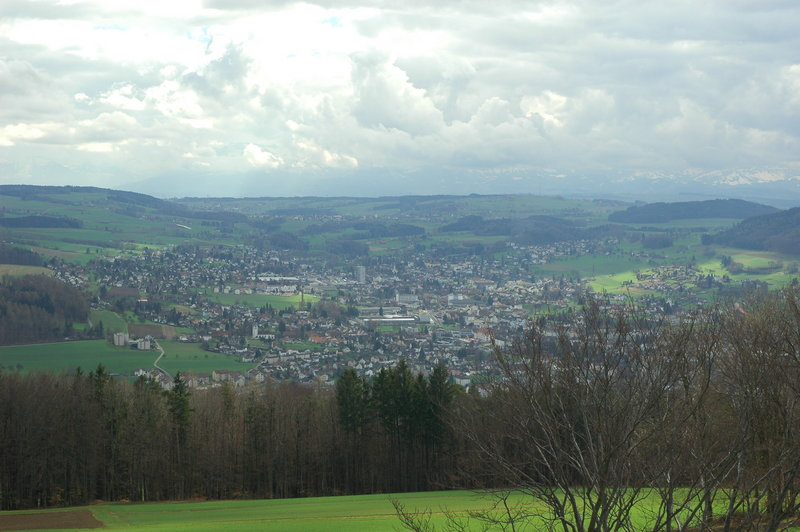
Райнах